# Regina Vasorum

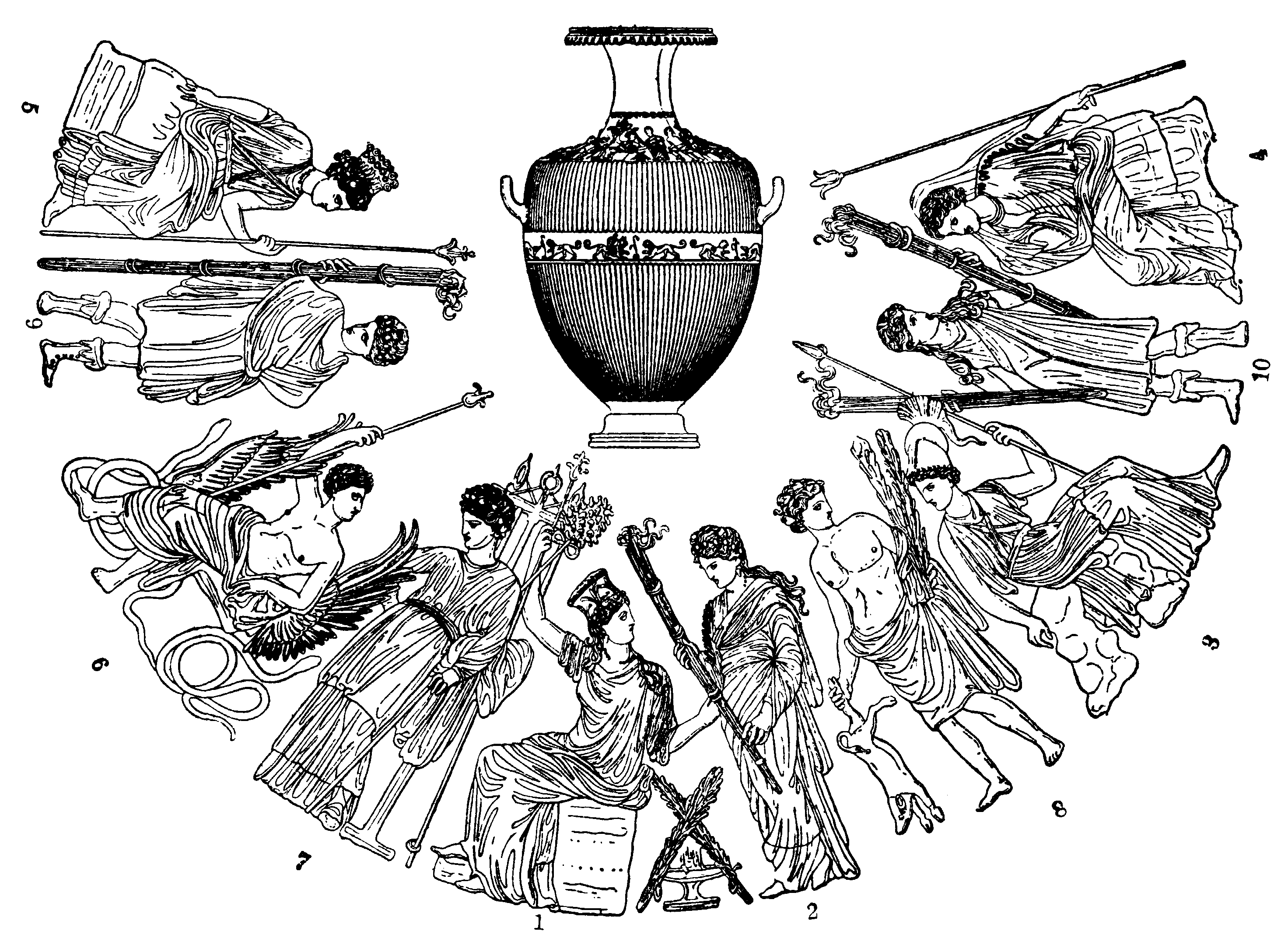
Dessin des figures d'Éleusis autour de la Reine des Vases, au centre

Le Regina Vasorum, littéralement la « Reine des Vases », est une hydrie grecque du IVe siècle av. J.-C., provenant de Cumes en Italie du Sud. Elle représente les divinités d'Éleusis avec des reliefs dorés et polychromes. Elle fait partie des collections du Musée de l'Ermitage, à Saint-Pétersbourg. En plus de ses qualités esthétiques, elle est reconnue comme source iconographique importante pour la religion grecque antique.

## Description
Le Regina Vasorum est un exemple « spectaculaire » et anormalement grand (65 cm de haut) de la technique de l'expérimentation au sein des potiers grecs après la fin du style des céramiques à figures rouges. Les figures ont été faites séparément, peintes et dorées, puis fixées au vase.

## Sources
- Elena Ananitch, Vases Lucaniens («L'Erma» di Bretschneider, 2005), p. 7 en ligne.
- Kevin Clinton, Sanctuaires Grecs p. 92 en ligne.
- Beth Cohen, les Couleurs de L'Argile: des Techniques Spéciales dans les Vases Athéniens (J. Paul Getty Museum, 2006), p. 115.
- Erika Simon, les Festivals de l'Attique: Commentaire archéologique (University of Wisconsin Press, 1983), passim.